# Dennis Kaspori
Dennis Kaspori (Heerlen, 1972) is een Nederlands architect, cultureel ondernemer en mede-oprichter van het hardloopplatform Losse Veter.

## Leven en werk
Kaspori is geboren en getogen in Heerlen, en studeerde bouwkunde en stedenbouwkunde aan Technische Universiteit Delft van 1990 tot 1998. Na zijn afstuderen vestigde hij zich in Rotterdam. 
In Rotterdam ging Kaspori aan het werk in de V2 Instituut voor de instabiele media. In 2001 nam hij hier het initiatief tot The Maze Corporation, een onderzoeksbureau over stedelijk condities, publieke ruimte en huisvesting. Met Carel Weeber werkte hij in die tijd aan het project 'het Wilde Wonen'.
In 2004 werkte hij in het kader van The Maze Corporation samen met Henk Oosterling aan het concept van Rotterdam Vakmanstad. Dit resulteerde in een groot publiek onderzoek tussen 2006 en 2008 afgesloten met een gemeenschappelijke publicatie. Samen met de conceptueel kunstenares Jeanne van Heeswijk werkte hij in die tijd aan het project Freehouse, waarin cultureel ondernemerschap centraal staat. Hij werkte ook met Van Heeswijk aan publieke projecten in onder andere de Indische Buurt en op IJburg in Amsterdam. Later zetten ze samen het project Face Your World op.
In 2009 zette Kaspori met Vivian Ruijters Losse Veter op, een digitaal platform en papieren tijdschrift voor atletiek en hardlopen. Na de dood van Johan Cruyff kwam Dennis Kaspori met het initiatief van een sponsorloop ter ere van Cruyff. Samen met de Johan Cruyff Foundation werd de eerste editie gehouden op 25 april 2016, de 14 km-run Cruyff. Het jaar erop hadden beiden onenigheid, waarbij de samenwerking met de nodige tamtam werd beëindigd.

## Publicaties, een selectie
- Dennis Kaspori & Henk Oosterling. Bewoningsin(ter)venties, Een Prospectus voor Alternatieve Woningbouw The Maze Corporation, Rotterdam, 2003.
- Henk Oosterling, Dennis Kaspori en Arie Lengkeek, Rotterdam Vakmanstad. Publiek onderzoek 2006-2008, AIR Rotterdam, 2008